# Heterochromis multidens
A Heterochromis multidens a sugarasúszójú halak (Actinopterygii) osztályába, a sügéralakúak (Perciformes) rendjébe és  a Cichlidae családba tartozik, ezen belül a Heterochromis nemének egyetlen faja.

## Előfordulása
Afrika középső területén, a Kongó folyóban honos.

## Megjelenése
Testhossza 30 centiméter.